# Barbus eburneensis
Barbus eburneensis är en fiskart som beskrevs av Poll, 1941. Barbus eburneensis ingår i släktet Barbus och familjen karpfiskar. IUCN kategoriserar arten globalt som sårbar. Inga underarter finns listade.